# Пољана Бишкупечка
Пољана Бишкупечка је насељено место у саставу града Вараждина у Вараждинској жупанији, Хрватска. До територијалне реорганизације у Хрватској налазила се у саставу старе општине Вараждин.

## Становништво
На попису становништва 2011. године, Пољана Бишкупечка је имала 452 становника.

## Попис1991.
На попису становништва 1991. године, насељено место Пољана Бишкупечка је имало 441 становника, следећег националног састава:
| Попис 1991.‍  | Попис 1991.‍  | Попис 1991.‍ | Попис 1991.‍ | Попис 1991.‍ |
| ------------ | ------------ | ----------- | ----------- | ----------- |
|              |              |             |             |             |
| Хрвати       | Хрвати       |             | 428         | 97,05%      |
| Југословени  | Југословени  |             | 6           | 1,36%       |
| неопредељени | неопредељени |             | 5           | 1,13%       |
| непознато    | непознато    |             | 2           | 0,45%       |
| укупно: 441  |              |             |             |             |